# Нассо (селище, Нью-Йорк)
Нассо (англ. Nassau) — селище (англ. village) в США, в окрузі Ренсселер штату Нью-Йорк. Населення — 1103 особи (2020).

## Географія
Нассо розташоване за координатами 42°30′50″ пн. ш. 73°36′39″ зх. д. / 42.51389° пн. ш. 73.61083° зх. д. (42.513963, -73.610750).  За даними Бюро перепису населення США в 2010 році селище мало площу 1,81 км², уся площа — суходіл.

## Демографія
Згідно з переписом 2010 року, у селищі мешкали 1133 особи в 496 домогосподарствах у складі 293 родин. Густота населення становила 626 осіб/км².  Було 535 помешкань (296/км²).
Расовий склад населення:
| - 96,4 % — білих - 1,1 % — чорних або афроамериканців - 0,2 % — азіатів - 0,1 % — корінних американців |

До двох чи більше рас належало 2,2 %. Частка іспаномовних становила 1,1 % від усіх жителів.
За віковим діапазоном населення розподілялося таким чином: 20,2 % — особи молодші 18 років, 66,0 % — особи у віці 18—64 років, 13,8 % — особи у віці 65 років та старші. Медіана віку мешканця становила 39,3 року. На 100 осіб жіночої статі у селищі припадало 94,0 чоловіків;  на 100 жінок у віці від 18 років та старших — 90,7 чоловіків також старших 18 років.
Середній дохід на одне домашнє господарство  становив 69 348 доларів США (медіана — 67 188), а середній дохід на одну сім'ю — 80 877 доларів (медіана — 73 281). Медіана доходів становила 53 214 долари для чоловіків та 44 375 доларів для жінок. За межею бідності перебувало 5,8 % осіб, у тому числі 5,5 % дітей у віці до 18 років та 2,1 % осіб у віці 65 років та старших.
Цивільне працевлаштоване населення становило 555 осіб. Основні галузі зайнятості: освіта, охорона здоров'я та соціальна допомога — 17,8 %, публічна адміністрація — 17,7 %, науковці, спеціалісти, менеджери — 13,0 %, роздрібна торгівля — 11,5 %.